# 120 Láquesis
Láquesis (asteroide 120) é um asteroide da cintura principal com um diâmetro de 174,1 quilómetros, a 2,93050365 UA. Possui uma excentricidade de 0,05944731 e um período orbital de 2 008,79 dias (5,5 anos).
Láquesis tem uma velocidade orbital média de 16,87381086 km/s e uma inclinação de 6,95489013º.
Este asteroide foi descoberto em 10 de abril de 1872 por Alphonse Borrelly.